# Дуглас Хардінг
Дуглас Едісон Хардінг (англ. Douglas Edison Harding; 12 лютого 1909 — 11 січня 2007) англійський містик, філософ, автор і духовний вчитель. Народився в Лоустофті (Саффолк) і ріс в християнській секті «Exclusive Plymouth Brethren» («Привілейавана Братія Плімута»). Відмовившись від їхнього вузького фундаменталізму, коли йому було 21 рік, Хардінг поставив під сумнів соціальну концепцію того, хто ми насправді.
На початку 30-х, проживаючи в Лондоні і вивчаючи архітектуру, а після переїхавши із сім'єю в Індію, Хардінг задавався питаннями про сенс життя і власного «я». Що значить бути людиною? Яке наше місце у Всесвіті? Він відчував, що просто бути живим — вже чудо, і захоплюватися фактом власного існування — значить наполовину спати.
Через 10 років досліджень він наштовхнувся на очевидну присутність Джерела — в самому центрі і серці самого себе. Раптом він став бачити Джерело Всього, а не просто уявляти його або думати про нього. Детальніше цей досвід описаний у його книзі «Життя без голови».
Дуглас Хардінг — людина, за «щасливим збігом обставин», а також завдяки напруженій роботі і милості Бога знайшовший свій шлях додому із тимчасової ілюзорності у вічну Реальність, завершив цю подорож не як людина, звісно ж, а як сама Реальність (тобто єдино можливим способом). Він допоміг багатьом пройти тим же шляхом — шляхом «довжиною в один метр», як він її називає, — і за більше ніж 40 років проведення бесід і семінарів по всьому світу знайшов багато друзів. Він подарував світу великий дар — відкритий Шлях додому до Відкритого Джерела, із котрого вільно і вічно все тече.є

Хардінг був двічі одружений і мав 2 сини і дочку. Помер в Нептоні, біля Іпсвіча в Англії.

## Книги
- The Hierarchy of Heaven and Earth ISBN 9783765521959
- Look for Yourself: The Science and Art of Self-Realization ISBN 9781878019011
- On Having No Head: Zen and the Rediscovery of the Obvious ISBN 9781878019196
- Head Off Stress ISBN 9780140192025
- Religions of the World ISBN 9780435465315
- To be or Not to be, That is the Answer: Unique Experiments for Tapping Our Infinite Resources ISBN 9788178221069
- The Trial of the Man who said he was God ASIN B0012ZPZSO
- The Little Book of Life and Death ISBN 978-0953425570
- Open to the Source: Selected Teachings of Douglas E. Harding ISBN 9781878019233
- Face to No-Face: Rediscovering Our Original Nature ISBN 9781878019158

## Фільми
- On Having No Head: Seeing One's Original Nature